# Timó
|  | Per a altres significats, vegeu «Timó (desambiguació)». |

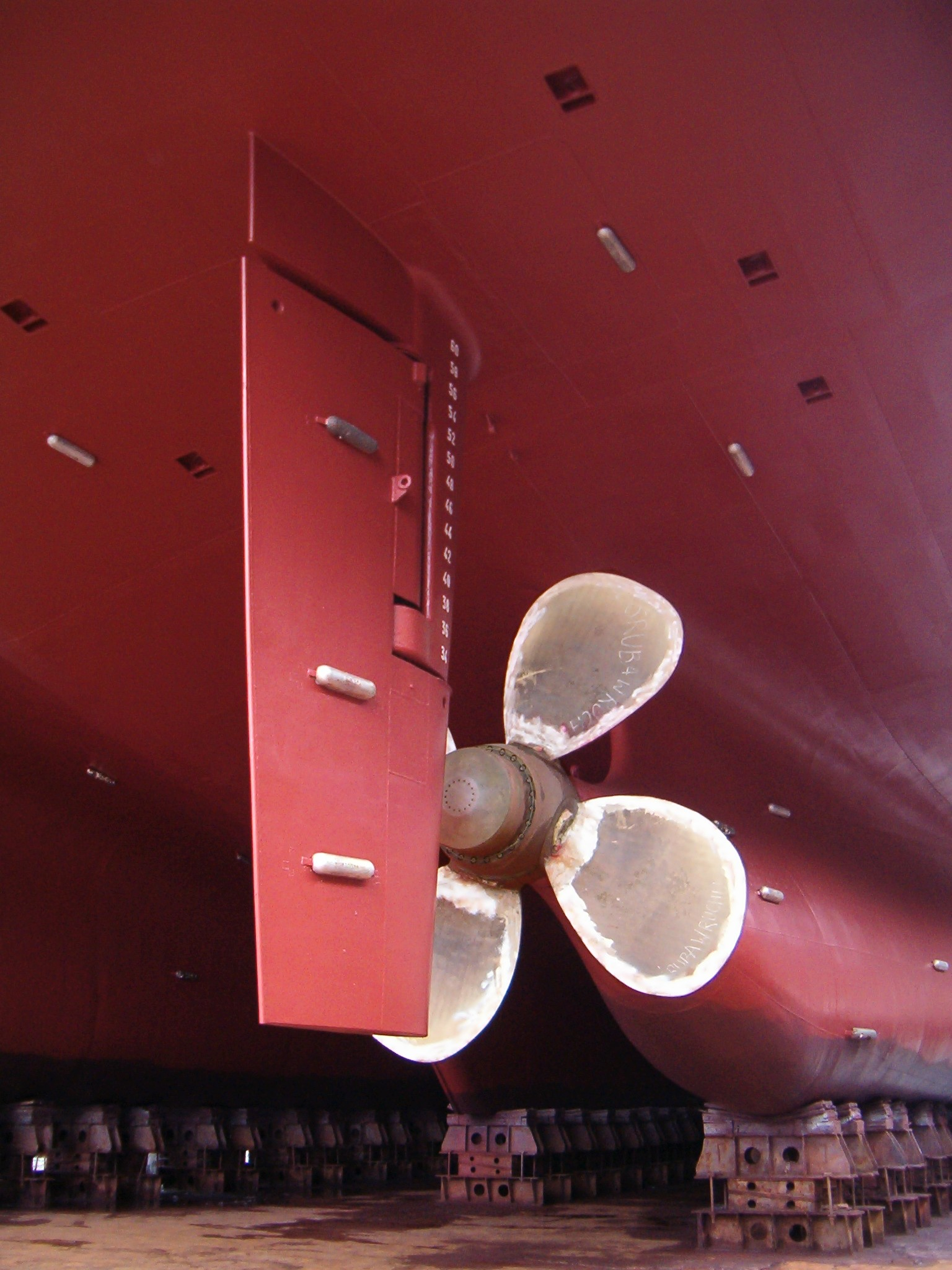
Timó de vaixell modern

Un timó (o governall) és un dispositiu utilitzat per maniobrar vehicles que es mouen per fluids, normalment l'aigua o l'aire. Els que més l'utilitzen són les embarcacions, submarins, aerolliscadors (hovercrafts) i aeronaus. Un timó funciona reorientant el fluid que passa al voltant del buc, transmetent així un moviment de gir a la nau. En la seva forma bàsica, un timó és una taula plana o una làmina de material fixat amb una frontissa a la popa o la cua de la nau o darrere d'aquesta. Sovint, els timons es construeixen amb una forma que redueixi al mínim la resistència hidrodinàmica o aerodinàmica.

## Història del timó

### Història antiga

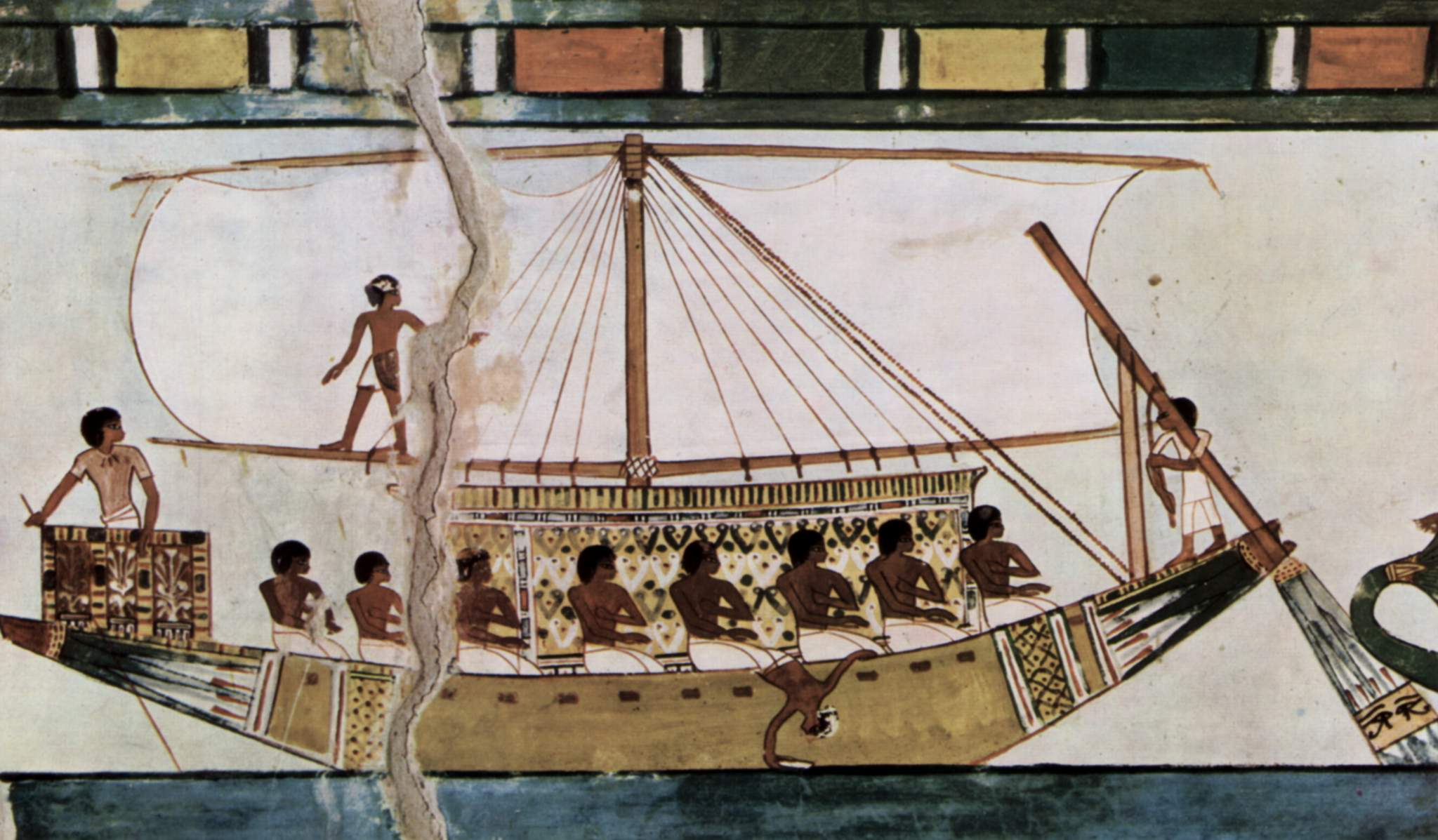
Un vaixell egipci de rems amb timó de direcció representat en els murals de la Tomba de Menna (c. 1422-1411 aC).

Els rems muntats en la part dels vaixells de direcció estan documentades a partir de la tercer mil·lenni aC a Pèrsia i en obres d'art, models de fusta, i fins i tot restes de vaixells reals. Un exemple d'hora de rem muntat a la popa es troba a la tomba egípcia dels Homes (1422-1411 aC). Stern-rems van ser muntades també bastant comú romans la navegació fluvial com a resultat de socors representacions més d'un mil·lenni més tard.

### Xina
Una de les representacions més antigues del món conegut d'un timó muntat en popa es pot veure en una tomba de ceràmica un model xinès de dos peus de llarg que data del segle i dC, durant la Dinastia Han (202 aC - 220 dC). Va ser descobert a prop de la sud ciutat xinesa de Canton (Guangzhou) durant una excavació arqueològica duta a terme pel Museu Provincial de la província de Guangdong i l'Acadèmia Sínica de Taiwan el 1958. Els timons xinesos no estaven recolzats per espàrrec/tinter com en la tradició occidental sinó que s'uneix al buc per mitjà de les mandíbules de fusta, mentre que els més grans normalment van ser suspesos des de dalt per una corda abordar sistema per tal que puguin ser plantejades o baixa en l'aigua.

### Europa
Rems muntat a estribord dels vaixells van evolucionar fins a convertir-se en un timó de codast, que es van utilitzar a partir d'antiguitat fins al final de l'edat mitjana a Europa. A mesura que la mida dels vaixells i l'alçada de l'obra morta va augmentar, el timó d'espadella va esdevenir una peça rígida rígid se substitueix pel més robust timó de codast muntat a la popa. La representació coneguda més antiga d'Occident timó de codast (muntat a la popa) es pot trobar en talles d'església que daten del voltant de 1180.
Totes les proves indiquen que les especificacions tècniques del timó de codast europeu, difereixen considerablement de les dels xinesos, i que van ser inventats independentment:
| « | L'únic concepte que pot ser reclamat que s'ha transmès del xinès és la idea d'un timó muntat a la popa però no la seva manera de fixació ni la forma en què es controlava. A partir d'aquesta idea de posar un timó a la popa es remunten a models trobats en tombes egípcies, la necessitat de comptar amb el concepte lloc Orient mitjà és qüestionable en el millor. No hi ha proves per donar suport a la afirmació que la idea del timó de codast procedia de la Xina i no cal fer una crida a fonts exteriors per a la seva introducció a la Mediterrània. | » |

### Països àrabs
Els àrabs també van utilitzar un timó de codast però que difereix tècnicament dels Europeus i els seus homòlegs xinesos. A bord dels seus vaixells "el timó és controlat per dos cables, cada adjunt a un travesser muntats en el timó cap perpendicular al pla de la pala del timó." Les primeres proves prové de la  Ahsan al-Taqasim fil al-marifat Aqalim  ('La Millor Divisió per a la classificació de les Regions ") escrit per al-Muqaddasi el 985:
 El capità dels corbs del niu s'observa amb cura la mar. Quan una roca és albirada crida: "Estribord !" o "Babor !" Dos joves, Nou, repetir el crit. El timoner, amb dues cordes a la mà, quan escolta les trucades remolcadors un o l'altre a la dreta o l'esquerra. Si molta cura no es prenen mesures, la nau les vagues les roques i és destruït. 

## Detalls tècnics
A les embarcacions senzilles, el timó va unit a l'arjau - bàsicament, una barra o llistó que actua com un braç de palanca - a la part superior perquè el timoner pugui dirigir-lo. En vaixells més grans, poden utilitzar-se cables, politges o sistemes hidràulics per connectar el timó a la roda de timó.
Els timons de vaixell poden ser "fora borda" o bé "intra borda". Els timons "fora borda" es col·loquen al mirall de popa quedant una part fora de l'aigua. Els timons "intra borda" es subjecten a la quilla, per tant, es troben completament submergits sota el buc, connectant amb un eix a través del buc fins al nivell de la coberta amb el mecanisme de direcció de la roda de timó, sovint situada a una cabina.

### Posició aparent del timó
La posició del timó determina la diferència entre un quetx i un iol. Ambdós tipus d'aparell consten de dos arbres o pals. En un quetx l'arbre de mitjana va situat més a proa que la roda de timó o l'arjau. En un iol, l'arbre de mitjana és més petit i va situat a popa del timó.

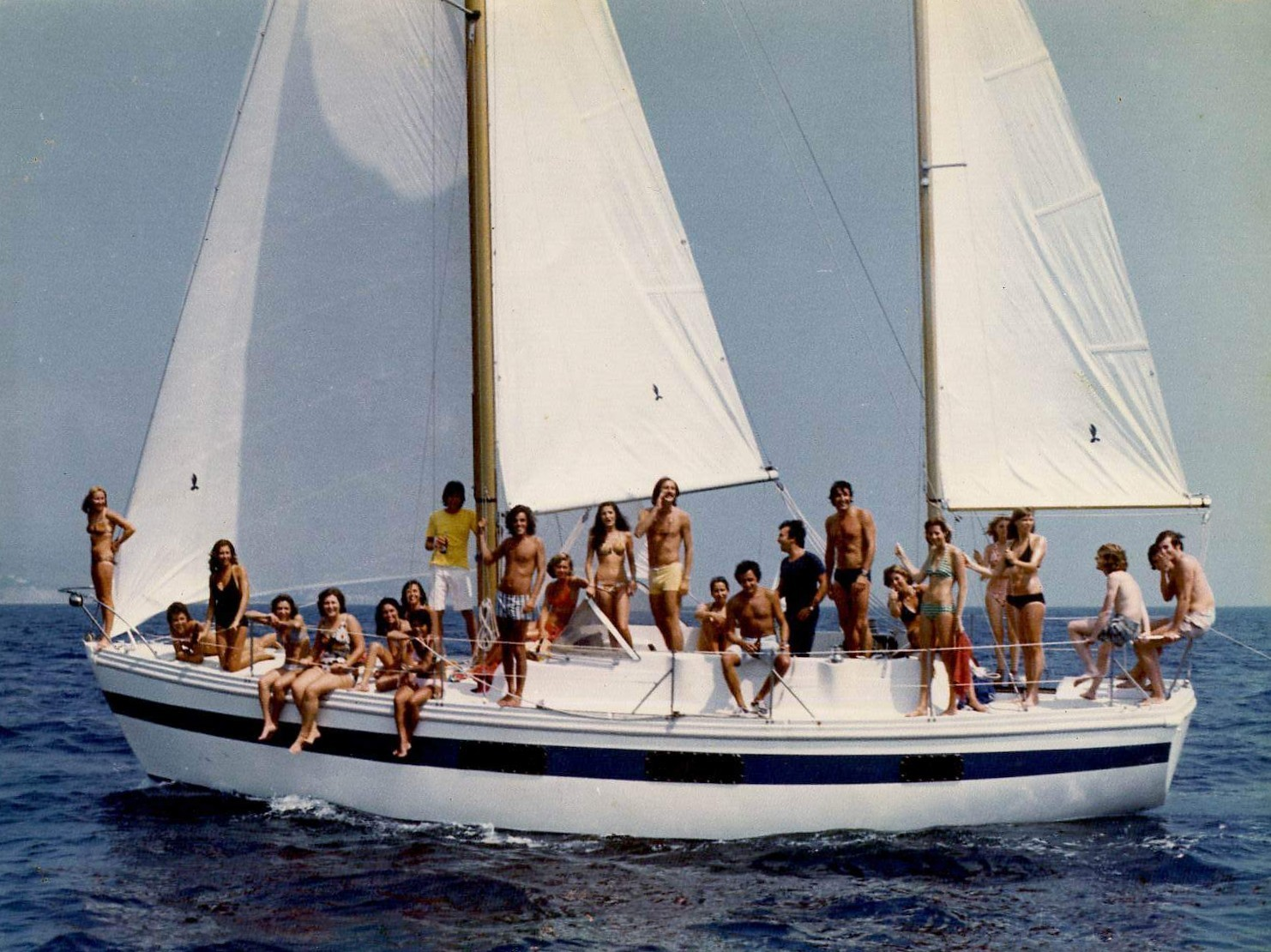
Quetx
Esquema d'un quetx
Esquema d'un iol
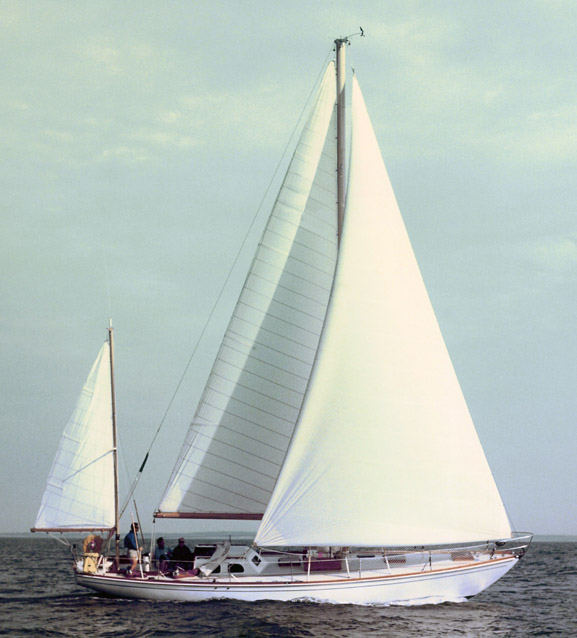
Iol

## Aeronaus
En una aeronau, el timó és útil sobretot per contrarestar fenòmens aerodinàmics com els viratges involuntaris produïts pels alerons i el factor p o empenyiment asimètric i no es fa servir com a control principal per dirigir l'avió. En la disposició típica dels avions, els timons s'accionen amb pedals a través de sistemes mecànics o hidràulics, tot i que molts avions complexos utilitzen servomotors elèctrics.